# کامپو سان مارتینو
کامپو سان مارتینو (به ایتالیایی: Campo San Martino) یک کومونه در ایتالیا است که در استان پادووا واقع شده‌است.

## خصوصیات
کامپو سان مارتینو ۱۳٫۱ کیلومترمربع مساحت و ۵٬۵۲۰ نفر جمعیت دارد و ۱۳ متر بالاتر از سطح دریا واقع شده‌است.